# New Kids on the Block (muziekgroep)
New Kids on the Block (ook wel afgekort tot NKOTB) is een Amerikaanse boyband die vooral aan het eind van de jaren tachtig en begin jaren negentig populair was.

## Geschiedenis
De groep werd in 1984 door producer Maurice Starr samengesteld in Boston, Massachusetts. NKOTB bestond in het prille begin uit Danny Wood, de broers Donnie en Mark Wahlberg en de broers Jordan en Jonathan Knight. Mark Wahlberg vertrok echter al snel en werd vervangen door Jamie Kelly, die zelf na korte tijd vervangen werd door Joey McIntyre.
In 1986 verscheen het debuutalbum, simpelweg getiteld New Kids on the Block. Een internationale doorbraak volgde in 1989 met de single You got it (The right stuff), dat een Britse nummer 1-hit opleverde en ook in Nederland een hitje werd. De groep scoorde in de periode hierna drie nummer 1-hits in de Amerikaanse Billboard Hot 100: I'll be loving you (forever) (1989), Hangin' tough (1989) en Step by step (1990). Deze singles waren ook zeer succesvol in Europa en Australië. In Nederland en Vlaanderen werd tevens een grote hit gescoord met het nummer Tonight (1990).
NKOTB verkocht wereldwijd meer dan 70 miljoen albums. Vanaf 1991 nam het internationale hitsucces echter snel af. Na een breuk met Starr verscheen in 1994 het vijfde studioalbum Face the music, dat niet aansloeg. In hetzelfde jaar ging de groep uit elkaar. Later opgerichte boybands als de Backstreet Boys en *NSYNC zouden zijn geïnspireerd op NKOTB.
In 2008 kwam de originele bezetting van New Kids on the Block weer bijeen. Ze brachten dat jaar een nieuw album uit (The Block), dat een succes werd in de Verenigde Staten en Canada. Ook gingen ze opnieuw op tournee. Ze werkten sindsdien samen met onder meer Lady Gaga (Big Girl Now), Backstreet Boys (hetgeen de naam NKOTBSB opleverde), Boyz II Men, 98 Degrees, meidengroep TLC en rapper Nelly – soms voor albumopnamen in de studio, soms op tournee door Amerika of Europa.
In 2013 werd het album 10 uitgebracht. In 2014 kreeg de groep een ster op de Hollywood Walk of Fame. 

## Discografie

### Albums
| Album met eventuele hitnotering(en) in de Nederlandse Album Top 100 | Datum van verschijnen | Datum van binnenkomst | Hoogste positie | Aantal weken | Opmerkingen   |
| ------------------------------------------------------------------- | --------------------- | --------------------- | --------------- | ------------ | ------------- |
| New Kids on the Block                                               | 1987                  | -                     |                 |              |               |
| Hangin' tough                                                       | 1988                  | 17-02-1990            | 38              | 16           |               |
| Step by step                                                        | 1990                  | 23-06-1990            | 24              | 37           |               |
| No more games (Remix album)                                         | 1990                  | 08-12-1990            | 45              | 24           | Verzamelalbum |
| Merry merry Christmas                                               | 1989                  | 15-12-1990            | 47              | 4            |               |
| H.I.T.S.                                                            | 1992                  | 04-01-1992            | 22              | 10           | Verzamelalbum |
| Face the music                                                      | 1994                  | 26-02-1994            | 48              | 6            | als NKOTB     |
| The Block                                                           | 2008                  | -                     |                 |              |               |
| 10                                                                  | 2013                  | 13-04-2013            | 39              | 1            |               |

| Album met hitnotering(en) in de Vlaamse Ultratop 200 albums | Datum van verschijnen | Datum van binnenkomst | Hoogste positie | Aantal weken | Opmerkingen |
| ----------------------------------------------------------- | --------------------- | --------------------- | --------------- | ------------ | ----------- |
| 10                                                          | 2013                  | 13-04-2013            | 129             | 1            |             |

### Singles
| Single met eventuele hitnotering(en) in de Nederlandse Top 40 | Datum van verschijnen | Datum van binnenkomst | Hoogste positie | Aantal weken | Opmerkingen                                                  |
| ------------------------------------------------------------- | --------------------- | --------------------- | --------------- | ------------ | ------------------------------------------------------------ |
| You got it (The right stuff)                                  | 1989                  | 22-07-1989            | 28              | 5            | Nr. 32 in de Nationale Hitparade Top 100                     |
| I'll be loving you (forever)                                  | 1989                  | 17-02-1990            | 11              | 7            | Nr. 8 in de Nationale Hitparade Top 100                      |
| Hangin' tough                                                 | 1989                  | 12-05-1990            | 34              | 3            | Nr. 31 in de Nationale Top 100                               |
| Step by step                                                  | 1990                  | 30-06-1990            | 12              | 7            | Nr. 13 in de Nationale Top 100                               |
| Tonight                                                       | 1990                  | 08-09-1990            | 4               | 11           | Veronica Alarmschijf Radio 3 / Nr. 3 in de Nationale Top 100 |
| Let's try it again                                            | 1990                  | 15-12-1990            | 25              | 4            | Nr. 17 in de Nationale Top 100                               |
| This one's for the children                                   | 1989                  | -                     |                 |              | Nr. 71 in de Nationale Top 100                               |
| Games                                                         | 1990                  | 09-03-1991            | 33              | 3            | als NKOTB / Nr. 30 in de Nationale Top 100                   |
| Call it what you want                                         | 1991                  | 01-06-1991            | 17              | 6            | Nr. 17 in de Nationale Top 100                               |
| Baby, I believe in you                                        | 1991                  | -                     |                 |              | Nr. 64 in de Nationale Top 100                               |
| If you go away                                                | 1991                  | 11-01-1992            | 9               | 6            | als NKOTB / Nr. 10 in de Nationale Top 100                   |
| Dirty dawg                                                    | 1994                  | 05-02-1994            | tip11           | -            | als NKOTB / Nr. 41 in de Mega Top 50                         |

| Single met hitnotering(en) in de Vlaamse Ultratop 50 | Datum van verschijnen | Datum van binnenkomst | Hoogste positie | Aantal weken | Opmerkingen |
| ---------------------------------------------------- | --------------------- | --------------------- | --------------- | ------------ | ----------- |
| I'll be loving you (forever)                         | 1989                  | 03-03-1990            | 19              | 10           |             |
| Hangin' tough                                        | 1989                  | 03-03-1990            | 32              | 1            |             |
| Step by step                                         | 1990                  | 14-07-1990            | 6               | 12           |             |
| Tonight                                              | 1990                  | 22-09-1990            | 4               | 15           |             |
| Let's try it again                                   | 1990                  | 22-12-1990            | 32              | 8            |             |
| This one's for the children                          | 1989                  | 05-01-1991            | 40              | 2            |             |
| Games                                                | 1990                  | 02-03-1991            | 39              | 2            | als NKOTB   |
| Call it what you want                                | 1991                  | 01-06-1991            | 22              | 9            |             |
| If you go away                                       | 1991                  | 25-01-1992            | 25              | 7            | als NKOTB   |

### Dvd's
| Dvd's met eventuele hitnoteringen in de Nederlandse Music Top 30 | Datum van verschijnen | Datum van binnenkomst | Hoogste positie | Aantal weken | Opmerkingen |
| ---------------------------------------------------------------- | --------------------- | --------------------- | --------------- | ------------ | ----------- |
| Coming home                                                      | 2010                  | 24-04-2010            | 30              | 1            |             |